# Boerhavia traubae
Boerhavia traubae är en underblomsväxtart som beskrevs av Richard William Spellenberg. Boerhavia traubae ingår i släktet Boerhavia och familjen underblomsväxter. Inga underarter finns listade i Catalogue of Life.